# Johannes van Brummelen
Johannes van Brummelen (1932 - 12 de septiembre de 2017) fue un botánico y micólogo neerlandés

## Algunas publicaciones

### Libros
- 1967. A world-monograph of the genera Ascobolus and Saccobolus: (Ascomycetes, Pezizales). Vol. 1 de Persoonia. Supplement. Ed. J.J. Green. 260 pp.
- La abreviatura «Brumm.» se emplea para indicar a Johannes van Brummelen como autoridad en la descripción y clasificación científica de los vegetales.[1]